# Sphedamnocarpus dubardii
Sphedamnocarpus dubardii är en tvåhjärtbladig växtart som beskrevs av Viguier, Amp; Humbert och Arenes. Sphedamnocarpus dubardii ingår i släktet Sphedamnocarpus och familjen Malpighiaceae. Inga underarter finns listade i Catalogue of Life.